# Kronenflughuhn
Das Kronenflughuhn (Pterocles coronatus) ist ein in Nordafrika und im Mittleren Osten beheimatetes Flughuhn und gehört zu den Eigentlichen Flughühnern (Pterocles).

Verbreitungskarte

Der Vogel ist in Nordafrika von Mauretanien bis Tschad und Libyen, in Zentralsudan, entlang des Roten Meeres bis Oman, Iran, Afghanistan und Pakistan beheimatet.
Der Lebensraum umfasst Wüste und Halbwüsten einschließlich der heißesten und trockensten Regionen, bevorzugt steinige, kaum bewachsene gegenüber sandigen Böden in niedrigen Lagen, kommt aber auch in bergigen Lebensräumen vor.
Das Artepitheton kommt von lateinisch corona ‚Krone‘.

## Merkmale
Die Art ist 25–30 cm groß und wiegt 240 bis 300 g, die Flügelspannweite liegt bei 52 bis 63 cm, somit für Flughühner mittelgroß, etwa wie das Tropfenflughuhn (Pterocles senegallus). Die zentralen Steuerfedern sind kurz, aber spitz. Die Unterseite ist ungebändert und ungefleckt. Im Fluge kontrastieren die dunklen Handschwingen mit den Flügeldecken. Das Männchen ist auf der Unterseite ungemustert rosagrau, Kopf und Hals sind gelb-orange, der Kopf ist charakteristisch gezeichnet mit rötlich-brauner Scheitelmitte und einer schwarzen Maske, ein senkrechtes schwarzes Band zieht von der Stirn zum Kinn, auffällig ist ein breiter blaugrauer Überaugenstreif, Augenring und Schnabel sind bläulich.
Beim Weibchen sind Gesicht und Kehle gelblich, das Gefieder ist auf der Ober- und Unterseite dicht gebändert oder gefleckt. Vom Wellenflughuhn (Pterocles lichtensteinii) kann es durch die ungemusterte Kehle, den deutlich kürzeren Schwanz und die fehlende dunkle Zeichnung auf der Unterseite abgegrenzt werden. Jungvögel sind weibchenartig mit gröberer Bänderung, weißlicher Kehle und deutlicherer rötlich-brauner Fiederung. Die Unterarten unterscheiden sich in der Grundfärbung.

## Geografische Variation
Es werden folgende Unterarten anerkannt:
- P. c. coronatus Lichtenstein, 1823, Nominatform – Westliche und zentrale Sahara bis Ostägypten und Sudan
- P. c. vastitas Meinertzhagen, R, 1928 – Sinaihalbinsel bis Israel und Jordanien
- P. c. saturatus Kinnear, 1927 – Nordoman
- P. c. atratus E. J. O. Hartert, 1902 – Arabische Halbinsel bis Südafghanistan
- P. c. ladas Koelz, 1954 – Pakistan

## Stimme
Der Ruf im Fluge wird als hartes fünfsilbiges nasales „tju-KU tju-ku-KURR“ oder als weiches „kla kla kla“, aber auch rasches, weitreichendes „cha-chagarra“ beschrieben. Wie andere Flughühner rufen sie am intensivsten bei Ankunft an einem Wasserloch.

## Lebensweise
Die Art ist teilweise sesshaft oder zieht je nach Region aus den Brutgebieten fort. Sie ernährt sich hauptsächlich von Pflanzensamen, trinkt nur morgens, gilt als wenig scheu. Gerne kommt sie zusammen mit Tropfenflughühnern (Pterocles senegallus) und auch Sandflughühnern (Pterocles orientalis) an Wasserstellen.
Die Brutzeit liegt in Nordwestafrika hauptsächlich zwischen April und Juli, im Tschad und Oman bereits ab März. Die Lebensweise ist monogam, das Nest ist eine flache Vertiefung im Sand, das Gelege besteht aus 3, seltener aus 2 cremefarbenen bis gelblichen Eiern mit blassbraunen und purpurfarbenen Markierungen. Das Männchen brütet nachts.

## Gefährdungssituation
Der Bestand gilt als nicht gefährdet (Least Concern).